# Geigenkamm
La Geigenkamm è un gruppo montuoso delle Alpi Venoste nelle alpi Retiche orientali. Si trova in Tirolo (Austria).

## Caratteristiche
La Geigenkamm raccoglie le montagne collocate tra l'Ötztal (ad oriente) e la Pitztal (ad occidente). Il Pitztaler Jöchl le separa a sud dalle Alpi Venoste Orientali.

## Classificazione
Secondo la SOIUSA la Geigenkamm è un gruppo alpino con la seguente classificazione:
- Grande parte = Alpi Orientali
- Grande settore = Alpi Centro-orientali
- Sezione = Alpi Retiche orientali
- Sottosezione = Alpi Venoste
- Supergruppo = Alpi Venoste del Nord
- Gruppo = Geigenkamm
- Codice = II/A-16.I-C.9

## Vette

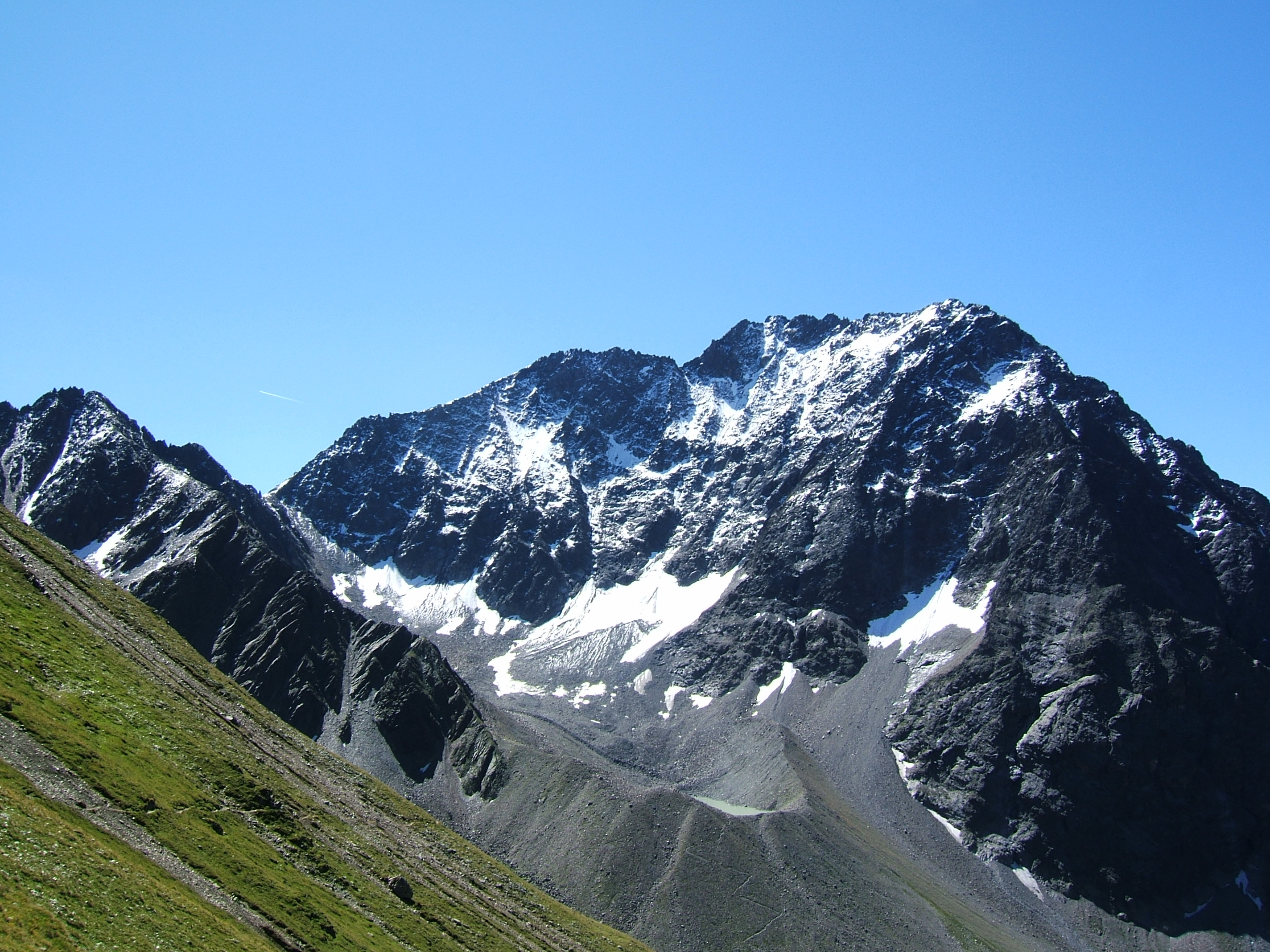
Il Puitkogel.

Le montagne principali del gruppo sono:
- Hohe Geige, 3395 m
- Puitkogel, 3345 m
- Silberschneide, 3343 m
- Hoher Kogel, 3296 m
- Breiter Kogel, 3256 m
- Wassertalkogel, 3247 m
- Gschrappkogel, 3194 m
- Ampferkogel, 3186 m
- Sonnenkogel, 3170 m
- Kleine Geige, 3163 m
- Luibiskogel, 3112 m
- Blockkogel, 3098 m
- Plattigkogel, 3092 m
- Reiserkogel, 3090 m
- Hundstalkogel, 3080 m
- Wurmsitzkogel, 3080 m
- Fundusfeiler, 3080 m
- Breitlehner Felderkogel 3075 m
- Hauerseekogel 3059 m
- Hairlacher Seekopf, 3055 m
- Langkarlesschneid, 3048 m
- Südlicher Lehner Grieskogel, 3038 m
- Nördlicher Polleskogel, 3035 m
- Nördlicher Lehner Grieskogel, 3032 m
- Mittlerer Lehner Grieskogel, 3030 m
- Schwarzkogel, 3018 m
- Pollesfernerkogel, 3015 m
- Südlicher Polleskogel, 3005 m
- Südlicher Dristenkogel, 2996 m
- Langkarles-Grieskogel, 2986 m
- Vorderer Einzeigerkogel, 2982 m
- Nördlicher Dristenkogel, 2976 m
- Wildgrat, 2974 m
- Roter Turm, 2966 m
- Südlicher Feuerkogel, 2950 m
- Roßkirpl, 2942 m
- Rotkogel, 2940 m
- Nördlicher Feuerkogel, 2940 m
- Riegelkopf, 2936 m
- Brechkogel, 2918 m
- Vorderer Ampferkogel, 2911 m
- Söldner Grieskogel, 2911 m
- Kreuzjöchlspitze, 2908 m
- Rotbleißkogel, 2894 m
- Schwarzseekogel, 2885 m
- Lange Wand, 2865 m
- Hohe Seite, 2857 m
- Innerberger Felderkogel 2837 m
- Schafhimmel, 2821 m
- Niederer Breitlehnkogel, 2820 m
- Leierskopf, 2814 m
- Gransteinkopf, 2803 m
- Breitlehner, 2793 m
- Schwendkopf, 2786 m
- Graskogel, 2786 m
- Hoher Kopf, 2784 m
- Murmentenkarspitze, 2784 m
- Hoher Gemeindekopf, 2771 m
- Perlerkogel, 2763 m
- Innerer Halkogel, 2739 m
- Sturpen, 2718 m
- Kreuzjochspitze, 2687 m
- Dreirinnenkogel, 2679 m
- Grabkogel, 2659 m
- Äußerer Halkogel, 2658 m
- Wildgartenkogel, 2625 m
- Innerer Wartkogel, 2590 m
- Niederer Gemeindekopf, 2566 m
- Hochzeiger, 2560 m
- Äußerer Wartkogel, 2550 m